# Morey
Morey település Franciaországban, Saône-et-Loire megyében. Lakosainak száma 191 fő (2022. január 1.). Morey Saint-Bérain-sur-Dheune, Châtel-Moron, Essertenne, Perreuil, Saint-Julien-sur-Dheune és Villeneuve-en-Montagne községekkel határos.

## Népesség
A település népességének változása:
| Lakosok száma | 217  | 207  | 206  | 199  | 195  | 192  | 191  | 191  | 191  |
|               | 2013 | 2015 | 2016 | 2017 | 2018 | 2019 | 2020 | 2021 | 2022 |